# Parque dos Eucaliptos
O Parque dos Eucaliptos é um parque situado na zona oeste de São Paulo, no distrito de Vila Sônia, porém parte da área do parque fica no distrito do Campo Limpo.